# بوركو ستينكايا
بوركو ستينكايا (بالتركية: Burcu Çetinkaya)‏ مواليد 19 مارس 1981 في إسطنبول، هو سائق راليات تركي. بدأ مسيرته في سنة 2006. كان أول رالي له هو رالي تركيا 2006. تسابق في بطولة العالم للراليات.

## روابط خارجية
- بوركو ستينكايا على موقع eWRC-results.com (الإنجليزية)